# Divine Secrets of the Ya-Ya Sisterhood
Divine Secrets of the Ya-Ya Sisterhood  is een Amerikaanse film uit 2002 geregisseerd door Callie Khouri en gebaseerd op het gelijknamige boek van Rebecca Wells.

## Verhaal
De vier vriendinnen Vivi, Teensy, Caro en Necie leven in Louisiana. Als kleine kinderen zweren ze elkaar eeuwige trouw. Vivi, Teensy, Caro en Necie vormen de 'Ya-Ya zusterschap'.
Sidda Lee Walker (Sandra Bullock), de dochter van Vivi, is jaren later bijna volwassen. Ze is van plan te trouwen maar wil haar moeder niet uitnodigen omdat ze ruzie hebben. Sidda Lee gaat voor enige tijd naar Louisiana, waar ze bij een van de vriendinnen woont en daar ontdekt ze het verleden van de vrouwen. Vivi wil haar dochter zien, nadat ze te weten is gekomen dat ze in de buurt is, om elkaar beter te begrijpen.

## Rolverdeling
- Sandra Bullock - Sidda Lee 'Sidda' Walker
- Ellen Burstyn - Viviane Joan 'Vivi' Abbott Walker
- Fionnula Flanagan - Teensy Melissa Whitman
- James Garner - Shepard James 'Shep' Walker
- Cherry Jones - Oma Buggy Abbott
- Ashley Judd - Jonge Viviane Abbott 'Vivi' Walker
- Shirley Knight - Necie Rose Kelleher
- Angus Macfadyen - Connor McGill
- Maggie Smith - Caro Eliza Bennett
- Jacqueline McKenzie - Jonge Teensy